# Family Guy: The Quest for Stuff
Family Guy: The Quest For Stuff è un videogioco della serie I Griffin, pubblicato il 10 aprile 2014 per Android, iOS, Windows Phone e Windows.

## Modalità di gioco
La serie televisiva de "I Griffin" viene cancellata e gli abitanti di Quahog si riuniscono per parlarne con il responsabile, che si rivelerà essere Ernie il Pollo Gigante, acerrimo nemico di Peter Griffin. Durante il loro ennesimo scontro, i due distruggono Quahog. Lo scopo del gioco è ricostruire la città di Quahog compiendo le missioni che ci offriranno i cittadini.